# Карасорка
Карасорка — упразднённое село в Тарановском районе Костанайской области Казахстана. Ликвидировано в 2009 г. Входило в состав Белинского сельского округа.

## Население
В 1999 году население села составляло 25 человек (15 мужчин и 10 женщин).